# Mathias Herr
Mathias Herr (* 1966) ist ein deutscher Jurist. Er ist seit dem 2. Januar 2020 Richter am Bundesgerichtshof.

## Leben und Wirken
Herr war zunächst nach seiner juristischen Ausbildung als Rechtsanwalt tätig. 1997 trat er in den Justizdienst des Landes Baden-Württemberg ein und war bei der Staatsanwaltschaft Waldshut-Tiengen sowie bei dem Amtsgericht und dem Landgericht Karlsruhe tätig. 2001 wurde er zum Richter am Landgericht  in Karlsruhe ernannt. 2003 bis 2007 war er als wissenschaftlicher Mitarbeiter an den Bundesgerichtshof, 2008 an das   Oberlandesgericht Karlsruhe und von 2009 bis 2013 als wissenschaftlicher Mitarbeiter an das Bundesverfassungsgericht abgeordnet. 2011 erfolgte seine Ernennung zum Richter am Oberlandesgericht. Seit 2014 war er am Oberlandesgericht Karlsruhe tätig. Seit 2018 war er erneut als wissenschaftlicher Mitarbeiter an das Bundesverfassungsgericht abgeordnet. Herr ist promoviert.
Das Präsidium des Bundesgerichtshofs wies Herr dem vornehmlich für das Amts-, Staats- und Notarhaftungsrecht, das Recht der öffentlich-rechtlichen Entschädigung sowie für Rechtsstreitigkeiten über Dienstverträge und Geschäftsbesorgungsverhältnisse zuständigen III. Zivilsenat zu.